# آناتولی آزارکانوف
آناتولی آزارکانوف (اوکراینی: Anatoliy Azarenkov؛ زادهٔ ۵ آوریل ۱۹۳۸) یک مربی فوتبال اهل اوکراین است.
از باشگاه‌هایی که در آن بازی کرده‌است می‌توان به چورنومورتس اودسا، و چورنومورتس اودسا، و چورنومورتس اودسا، و کریفباس کریفیی ریه اشاره کرد.